# Хосе Санхурхо
Хосе Санхурхо Саканел (на испански: José Sanjurjo y Sacanell) е испански генерал, един от лидерите на националистическия опит за преврат от юли 1936 г., дал началото на Гражданската война в Испания.
Монархистки противник на Втората испанска република, провъзгласена през 1931 г., той ръководи преврата през август 1932 г. Властите лесно го потушават и първоначално осъждат Санхурхо на смърт, след което заменят присъдата с доживотен затвор. Правителството на Алехандро Гарсия, сформирано след общите избори от 1933 г. го амнистира през 1934 г.
След самоизгнанието си в Португалия участва във военния заговор за държавен преврат от 1936 г. След преврата Санхурхо, очакван от някои да стане главнокомандващ на националистическата фракция, загива в самолетна катастрофа на третия ден от войната, когато пътува обратно към Испания. Има съмнения за саботаж, но не са доказани.

## Биография
Санхурхо служи в Куба през 1896 г., в Рифската война (1909 г.), включително възстановяването на територията в Мелиля, загубена след битката при Аннуал през 1921 г. През 1922 г. е назначен на разследва корупцията в армейското командване на Лараш. Върховен комисар на Испания в Мароко и достига чин генерал-лейтенант. През 1925 г. участва в десанта в Алхусемас. След края на Рифската война от 1920 г. крал Алфонсо XIII го награждава с Гран Круз де Карлос III на 28 март 1931 г. През 1928 г. става началник на главна дирекция на Гражданската гвардия.

### По време на Втората република
През 1923 г. Мигел Примо де Ривера идва на власт с военен преврат, управлявайки Испания като диктатор. Постепенно подкрепата към Примо де Ривера отслабва и той подава оставка през януари 1930 г. На генерал Дамасо Беренгер е наредено от краля да сформира правителство, което ядосва Санхурхо, който се смята за много по-квалифициран. Диктатурата на Беренгер не успява да осигури жизнеспособна алтернатива на Примо де Ривера. На общинските избори от 12 април 1931 г. промонархическите партии в големите градове получават малка подкрепа и голям брой хора се събират по улиците на Мадрид. Запитан дали правителството може да разчита на подкрепата на Гражданската гвардия на Санхурхо, той отхвърля предложението. Крал Алфонсо XIII абдикира и се създава Втората испанска република.
Въпреки военните реформи на Мануел Асаня от 1931 г., Санхурхо запазва поста си на командващ Гражданската гвардия; под негово командване те продължават да използват своите традиционно брутални тактики като "ley de fugas", извинението да стрелят по затворници и по-късно да твърдят, че са се опитвали да избягат по време на безредици в Севиля.
Санхурхо става един от първите генерали, назначени да командват испанската републиканска армия. Неговите симпатии обаче остават с монархическата кауза. Когато се сблъсква с министър-председателя Мануел Асаня относно военните реформи, е заменен от генерал Мигел Кабанеляс. Той е понижен до началник на митническите служители през 1932 г., в резултат на събитията в Кастилбланко и Арнедо, включващи Гражданската гвардия. Конфронтацията му с министерството, военните реформи на Асаня и предоставянето на регионална автономия на Каталуния и Страната на баските карат Санхурхо да планира бунт с няколко карлисти. Това въстание, което е известно като Санхурхада, е обявено в Севиля на 10 август 1932 г. Санхурхо твърди, че бунтът е бил само срещу сегашното министерство, а не срещу републиката. Постига първоначален успех в Севиля, но абсолютен провал в Мадрид. Санхурхо се опитва да избяга в Португалия, но в Уелва решава да се предаде.
Той е осъден на смърт, присъда, която по-късно е заменена с доживотен затвор. През март 1934 г. е амнистиран от правителството на Гарсия и заминава в изгнание в Ещорил, Португалия.

### Преврат
Когато на 10 май 1936 г. Нисето Алкала-Самора е заменен като президент на републиката от Асаня, Санхурхо се присъединява към генералите Емилио Мола, Франсиско Франко и Гонсало Кейпо де Ляно в заговор за сваляне на републиканското правителство. Това води до националистически бунт на 17 юли 1936 г., което поставя началото на Гражданската война в Испания.

### Смърт
На 20 юли 1936 г. Санхурхо загива при самолетна катастрофа, когато се опитва да отлети обратно за Испания. Той избира да лети с малък самолет, пилотиран от Хуан Антонио Ансалдо. Една от основните причини за катастрофата е тежкият товар, който Санхурхо настоява да вземе. Ансалдо го предупреждава, че товарът е твърде тежък, но Санхурхо отговоря:
„Трябва да нося подходящо облекло като новия каудильо на Испания.“
Необяснимо избира да лети със самолета на Ансалдо, а не с много по-голям и по-подходящ самолет, който е на разположение. По-големият самолет е 8-местен de Havilland Dragon Rapide, същият, с който лети Франко от Канарските острови до Мароко.
Когато Мола също загива при самолетна катастрофа, Франко остава единственият ефективен лидер на националистическата кауза. Това води до слухове, че Франко е ликвидирал двамата си съперници, но никога не са представени доказателства в подкрепа на това твърдение.
През 2017 г. Законът за историческата памет е приложен от властите на Навара и изискват останките на Санхурхо да бъдат изкопани, въпреки възраженията на семейството, и препогребани във военната част на общинско гробище в испанския град Мелиля - анклав на крайбрежието на Мароко, където Санхурхо някога е командвал. По-нататъшни противоречия последват, когато Санхурхо е погребан с военни почести във военен Пантеон на героите, както е потвърдено от армията. Навара получава уверения от Министерството на отбраната, че специални "почести не са правени" и че останките са получени като "просто още един войник".